# أغسطس في. لونغ
أغسطس في. لونغ (بالإنجليزية: Augustus V. Long)‏ هو قاضي ومحامي أمريكي، ولد في 14 مايو 1877 في ليك سيتي في الولايات المتحدة، وتوفي في 20 مايو 1955.